# L'An 1 : Des débuts difficiles
Pour les articles homonymes, voir L'An un.
Pour plus de détails, voir Fiche technique et Distribution.
L'An 1 : des débuts difficiles ou L'An Un au Québec (Year One) est un film américain réalisé par Harold Ramis et sorti en 2009. Il s'agit de son dernier film comme réalisateur, avant son décès en 2014. Le film reçoit à sa sortie des critiques globalement négatives et ne rencontre pas le succès auprès du public.

## Synopsis
À l'aube de l'Humanité, Zed et Oh sont chassés de leur village pour avoir goûté à la pomme de l'Arbre interdit. Ils se retrouvent alors livrés à eux-mêmes, sans avoir conscience des nombreuses aventures qui les attendent. Ils vont notamment croiser la route de Cain et Abel.

## Fiche technique
- Titre français : L'An 1 : des débuts difficiles
- Titre québécois : L'An Un
- Titre original : Year One
- Réalisation : Harold Ramis
- Scénario : Gene Stupnitsky, Harold Ramis et Lee Eisenberg, d'après une idée de Harold Ramis
- Musique : Theodore Shapiro
- Décors : Jefferson Sage
- Costumes : Debra McGuire
- Photographie : Alar Kivilo
- Montage : Craig Herring
- Producteurs : Clayton Townsend (en), Harold Ramis et Judd Apatow
  - Coproducteur : Laurel Ward
  - Producteurs délégués : Owen Wilson et Rodney Rothman
- Sociétés de production : Columbia Pictures, Apatow Productions et Ocean Pictures
- Société de distribution : Sony Pictures Entertainment
- Budget : 60 millions de dollars[1]
- Pays de production :  États-Unis
- Langue originale : anglais
- Format : couleur - 1.85:1 - son SDDS / Dolby Digital / DTS
- Genre : comédie, aventures, buddy movie
- Durée : 97 minutes
- Dates de sortie :
  - États-Unis : 19 juin 2009
  - France : 12 août 2009

## Distribution
- Jack Black (VF : Philippe Bozo, VQ : Stéphane Rivard) : Zed
- Michael Cera (VF : Hervé Grull, VQ : Nicholas Savard L'Herbier) : Oh
- Christopher Mintz-Plasse (VF : Paolo Domingo, VQ : Sébastien Reding) : Isaac
- David Cross (VF : Gérard Darier, VQ : Gilbert Lachance) : Caïn
- Olivia Wilde (VF : Caroline Pascal, VQ : Catherine Proulx-Lemay) : la princesse Inanna
- Vinnie Jones (VF : Guillaume Orsat, VQ : Yves Corbeil) : Sargon
- Paul Rudd : Abel (non crédité au générique)
- Hank Azaria (VF : Gérard Surugue, VQ : Jean-Luc Montminy) : Abraham
- Harold Ramis : Adam
- Rhoda Griffis : Ève
- Xander Berkeley (VQ : Jacques Lavallée) : le roi
- Gia Carides : la reine
- June Diane Raphael (VF : Barbara Beretta, VQ : Bianca Gervais) : Maya
- Juno Temple (VF : Jessica Monceau, VQ : Stéfanie Dolan) : Imma
- Oliver Platt (VF : Jean-Loup Horwitz, VQ : Marc Bellier) : le Grand prêtre
- David Pasquesi (VF : Jérémy Bardeau) : le premier ministre
- Kyle Gass : Zaftig l'eunuque
- Gabriel Sunday : Seth (Bible)
- Matthew Willig (VQ : Patrick Chouinard) : Marlak
- Bill Hader : le chaman
- Eden Riegel (VF : Jessica Barrier) : Lilith

Version française (VF) sur RS Doublage et version québécoise (VQ) sur Doublage Québec.

## Production

### Genèse et développement
L'idée de départ vient de Harold Ramis :

« J'ai repensé à deux choses qui m'avaient bien fait rire. La première était le personnage de Mel Brooks, "L'Homme âgé de 2000 ans", et l'autre était une improvisation que j'avais mise en scène il y a trente-cinq ans avec John Belushi et Bill Murray. Bill jouait un Homme de Cro-Magnon branché et moderne, et John un Néandertalien complètement idiot. Ce sont les deux références que j'ai gardées en tête quand j'ai eu l'idée de raconter l'histoire d'un personnage avec une conscience moderne évoluant dans un monde très ancien. »

— Harold Ramis

### Attribution des rôles
Stanley Tucci devait initialement incarner Noé mais le personnage a finalement été supprimé du scénario.
Dernière réalisation de Harold Ramis, ce film marque également sa dernière apparition à l'écran.

### Tournage
Le tournage a lieu au Nouveau-Mexique (parc national des White Sands, monts Sandia) et en Louisiane (Shreveport, Sibley).

## Sortie et accueil

### Critique
Le film est globalement très mal accueilli par la presse. Sur le site d'agrégation de critiques Rotten Tomatoes, le film n'obtient que 14 % d'avis favorables, pour 173 critiques et une note moyenne de 3,9⁄10. Le consensus suivant résume les avis collectés : « Year One est une comédie bâclée et mal exécutée dans laquelle les talents devant et derrière la caméra ne semblent jamais être sur la même longueur d'onde. » Sur le site Metacritic, qui utilise une moyenne pondérée, le film obtient la note de 34⁄100 pour 28 critiques.
En France, le site Allociné propose une note moyenne de 2,3⁄5 basée sur 10 titres de presse.

### Box-office
Le film ne rencontre pas le succès avec 62 millions de dollars de recettes au box-office, pour un budget de 60 millions.
| Pays ou région     | Box-office     | Date d'arrêt du box-office | Nombre de semaines |
| ------------------ | -------------- | -------------------------- | ------------------ |
| France             | 30 750 entrées | -                          | -                  |
| États-Unis, Canada | 43 337 279 $   | 20 août 2009               | 9                  |
| Total mondial      | 62 357 900 $   | -                          | -                  |